# Ksar Beni Ghédir
Ksar Beni Ghédir ou Ksar Beni Khédir est un ksar de Tunisie situé dans le gouvernorat de Tataouine.

## Localisation
Le ksar, de forme triangulaire (100 x 60 x 75 mètres), est situé sur une colline entourée de champs et oliveraies. Une huilerie et des grottes se trouvent à proximité.

## Histoire
Kamel Laroussi estime que le site est fondé en 1880.

## Aménagement
Le ksar compte 42 ghorfas réparties sur un seul étage. Le complexe est bien conservé car il a été utilisé pour le tournage de la série télévisée Mattous de Hamadi Arafa, même si la restauration de l'intérieur des ghorfas n'a pas été effectuée de façon authentique.